# كارل فلوغ

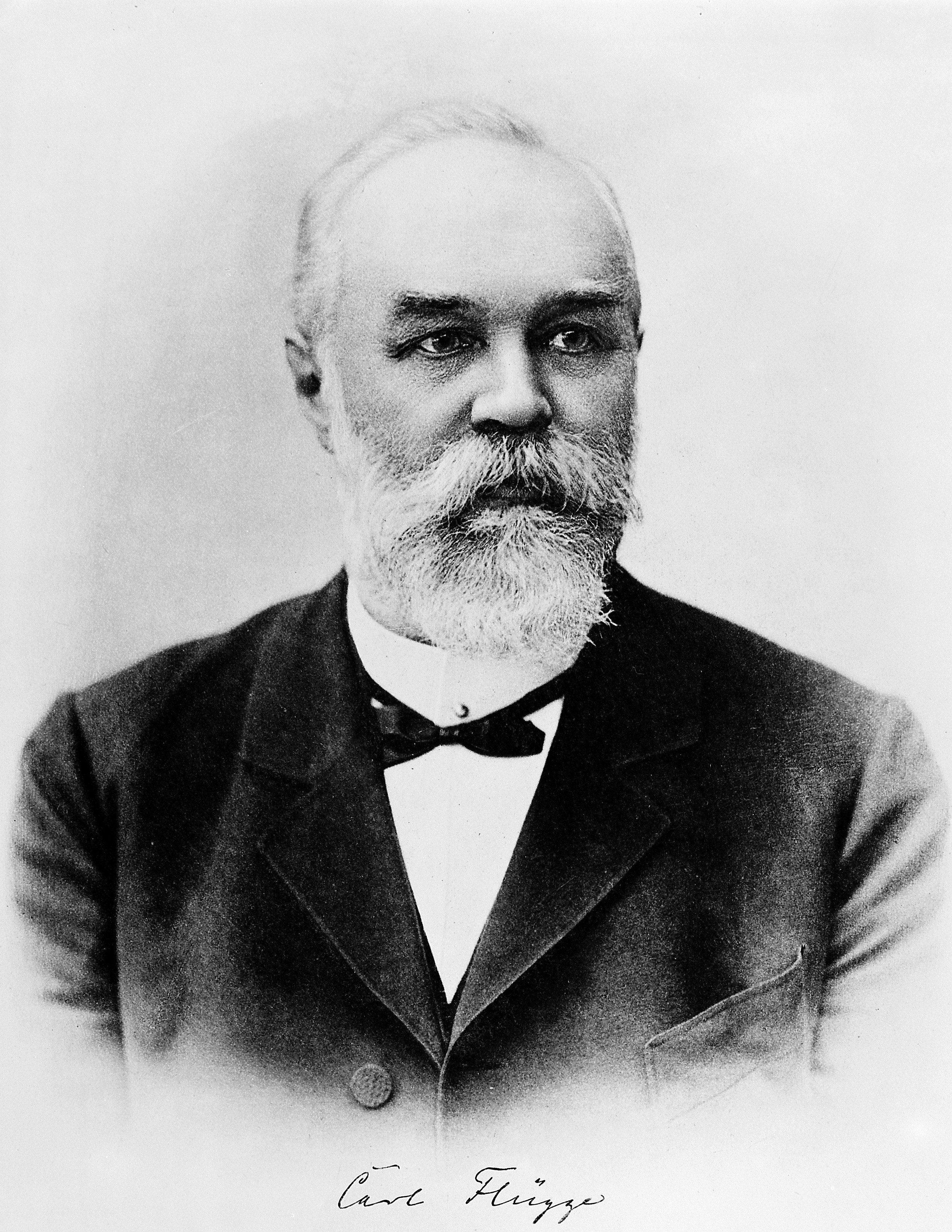
كارل فلوغ

كارل جورج فريدريش فيلهلم فلوغ (بالألمانية: Carl Flügge)‏ (12 سبتمبر 1847 - 10 ديسمبر 1923) عالم علم البكتيريا وأخصائي الصحة الألمانية. كانت اكتشافه أن مسببات الأمراض موجودة في قطرات زفير كبيرة بما يكفي لتستقر حول الفرد، قطرات فلوغ التي تحمل اسمه، مهدت الطريق لمفهوم انتقال العدوى كطريق لانتشار الأمراض المعدية في الجهاز التنفسي.

## النشأة والتعليم
كان كارل فلوغ من سكان هانوفر. درس الطب في غونتغن، وبون، ولايبزيغ وميونيخ، وفي عام 1878 كان محاضرا في مجال النظافة الصحية في برلين.

## المسار الوظيفي والمهني
في عام 1881 أصبح فلوغ أول كرسي إلى وترأس قسم النظافة في جامعة غوتنيغن، وبعد ذلك أستاذا في جامعتي جامعة برسلاو وجامعة برلين، وترك المنصب من خلفه لماكس روبن.
كان فلوغ زميلا لعالم الأحياء الدقيقة روبرت كوخ، وشارك في تحرير مجلة النظافة والامراض المعدية  كان اثنان من مساعديه المعروفين في بريسلاو هما فولفغانغ ويكهارت (1875-1943) والثر كروس (1864-1943).

## الميراث
يشتهر فلاغ بالدفاع عن النظافة كنظام طبي مستقل، ويتذكر لإجراء البحوث المكثفة التي تنطوي على انتقال الأمراض المعدية مثل الملاريا و سل و كوليرا في تسعينيات القرن التاسع عشر، أثبت أنه حتى خلال «الكلام الهادئ»، قطرات دقيقة، يتم رش قطرات فلاغ في الهواء هذا وضع الأساس لمفهوم انتقال القطيرات، لا يزال قيد الاستخدام في القرن الحادي والعشرين. كانت هذه النتائج مفيدة في مناصرة جان ميكوليتش راديكي لأقنعة الشاش الجراحي في عام 1897.

## المنشورات
من بين منشوراته كتابان مهمان عن النظافة:
- كتاب طرق الفحص الصحي. («كتاب طرق الفحص الصحي»).
- مخطط الطابق للنظافة؛ («مخطط النظافة»، طبعة جديدة 1902) تشمل الأعمال الأخرى
- : مساهمات في النظافة؛ («مساهمات في النظافة»، 1872).
- الكائنات الحية الدقيقة: متشمل ع اهتمام خاص بمسببات الأمراض المعدية؛ («الكائنات الحية الدقيقة»، الطبعة الثالثة 1896). Articles include: